# Hemisphaerius bipunctatus
Hemisphaerius bipunctatus är en insektsart som beskrevs av Melichar 1906. Hemisphaerius bipunctatus ingår i släktet Hemisphaerius och familjen sköldstritar. Inga underarter finns listade i Catalogue of Life.